# ライナーテ
ライナーテ（伊: Lainate）は、イタリア共和国ロンバルディア州ミラノ県にある、人口約26,000人の基礎自治体（コムーネ）。

## 地理

### 位置・広がり

#### 隣接コムーネ
隣接するコムーネは以下の通り。括弧内のVAはヴァレーゼ県所属を示す。
- アレーゼ
- カロンノ・ペルトゥゼッラ (VA)
- ガルバニャーテ・ミラネーゼ
- ネルヴィアーノ
- オリッジョ (VA)
- ポリアーノ・ミラネーゼ
- ロー

### 地震分類
イタリアの地震リスク階級 (it) では、4 に分類される
。

## 行政

### 分離集落
ライナーテには、以下の分離集落（フラツィオーネ）がある。
- Barbaiana, Grancia, Pagliera

## 姉妹都市
- Rosice、チェコ 2004年
- Strenči、ラトビア 2004年